# Charles Powlett (3e duc de Bolton)
Charles Powlett (parfois orthographié Paulet), 3e duc de Bolton (3 septembre 1685 - 26 août 1754), titré comte de Wiltshire de 1685 à 1699, et marquis de Winchester de 1699 à 1722, est un homme politique britannique qui siège à la Chambre des Communes anglaise de 1705 à 1708 et à la Chambre des communes du Royaume-Uni entre 1708 et 1717 quand il est élevé à la pairie en tant que Lord Powlett et siège à la Chambre des lords.

## Jeunesse
Il est né en 1685 à Chawton, fils aîné de Charles Paulet (2e duc de Bolton), et de sa deuxième épouse, Frances Ramsden, fille de William Ramsden de Byram, Yorkshire. Il fait ses études à l'école d'Enfield, bien que son père ait dû l'enlever en 1699 pour absentéisme et comportement indiscipliné. Il voyage à l'étranger avec Anthony Ashley de 1700 à 1704. En 1705, il est volontaire dans la campagne portugaise.

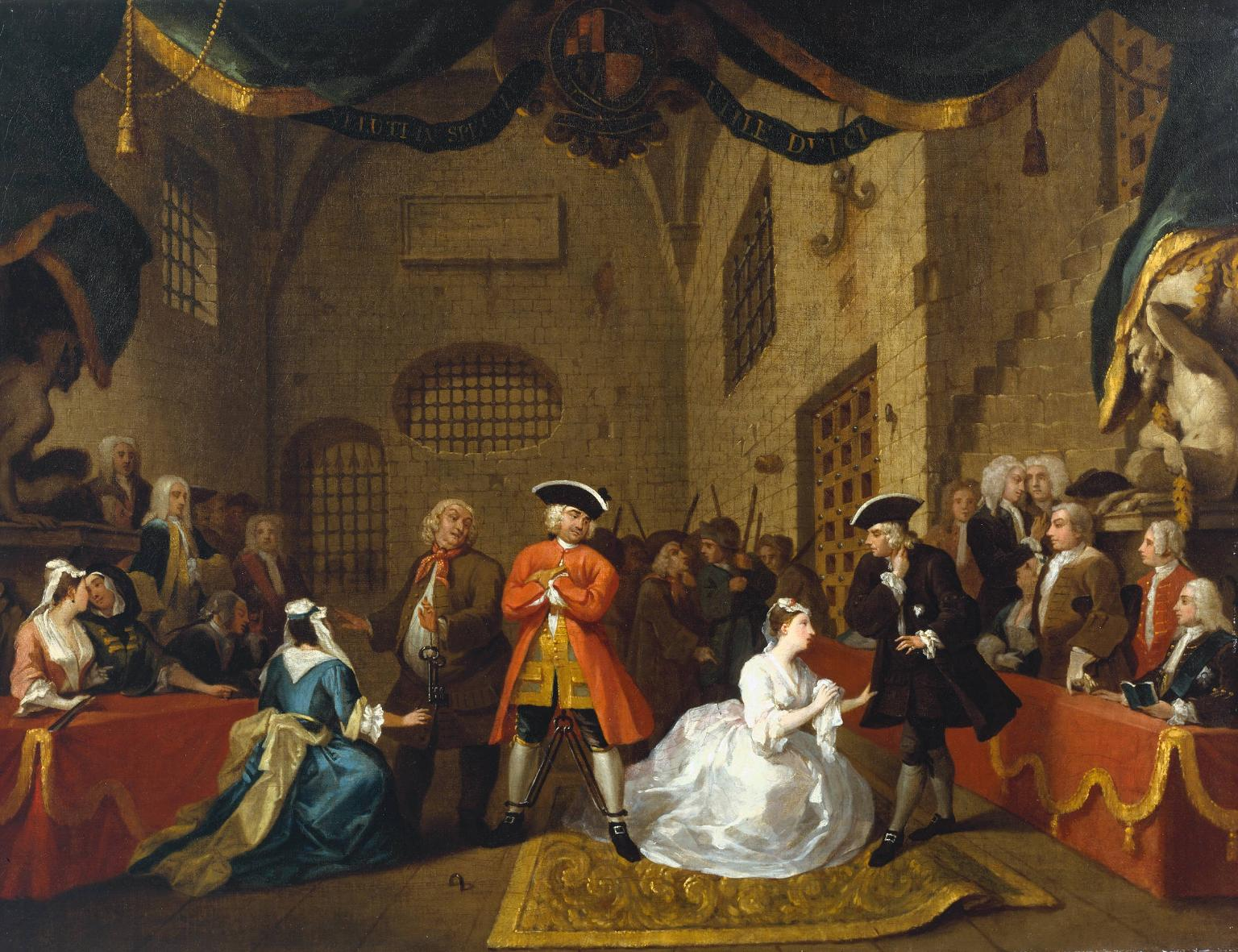
Tableau de Hogarth représentant The Beggar's Opera, scène VI, acte III, 1731 (22,5 x 30 pouces), représentant Lavinia dans le rôle de Polly Peacham (en blanc), avec le duc dans le public à droite, en bleu portant son étoile jarretière.

Il se présente comme whig à une élection partielle pour Lymington le 7 décembre 1705 et est élu. En 1708, il est élu député du Hampshire dans une élection serrée. Toutefois, à la suite du procès Sacheverell, l’église soutient les conservateurs et il est battu en 1710 et 1713. En 1714, il est nommé Gentilhomme de la chambre à coucher du prince de Galles.
Aux élections générales de 1715, il est réélu député du Carmarthenshire. Également en 1715, il est nommé gouverneur de Milford Haven et vice-amiral de Galles du Sud. Il est également nommé Lord Lieutenant de Carmarthenshire et Glamorgan. Il est créé le 12 avril 1717, Lord Powlett de Basing, qui doit céder son siège à la Chambre des communes. Il devient colonel de la Royal Horse Guards en 1717.
En 1722, il hérite des domaines de son père et du duché de Bolton. Il devient l'un des plus grands propriétaires terriens du Hampshire et contrôle certains sièges de parlementaires. Par conséquent, il est l'un des principaux gestionnaires électoraux du gouvernement Whig. Il est nommé haut commissaire de Winchester, président de la New Forest et Lord Lieutenant de Hampshire et Dorset la même année. Il devient conseiller privé le 1er juin 1725 et devient lord Justice de 1725 à 1726. En 1726, il est nommé commissaire chargé de l'arpentage des terres pour les quais de la marine et gouverneur de l'île de Wight. En 1733, il vote contre le gouvernement et est démis de ses fonctions . En 1739, il devient gouverneur fondateur du Foundling Hospital de Londres, un orphelinat pour enfants abandonnés. Il devient capitaine des gentilshommes pensionnés en 1740. Il se réconcilie avec Walpole et, en 1742, est reconduit dans presque tous ses postes précédents. Cependant, il les perd tous à nouveau en 1746.

## Famille
Le 21 juillet 1713, il épouse Anne Vaughan, fille de John Vaughan (3e comte de Carbery). Le mariage n'est pas heureux et il n'y a pas d'enfants. En 1728, il entame une liaison de longue durée avec l'actrice anglaise Lavinia Fenton. Lady Anne décède en 1751 et le duc épouse Lavinia Fenton le 20 octobre 1751 à Aix-en-Provence. Elle lui a déjà donné trois fils illégitimes: Charles, Percy et Horatio Armand Powlett.
Le troisième duc de Bolton est décédé en 1754 à Royal Tunbridge Wells, à l'âge de 68 ans, et a été enterré à Basing.